# 瀧上町
瀧上町（日语：／ Takinoue chō */?）位於北海道鄂霍次克綜合振興局西部，接鄰上川綜合振興局。瀧上町位於紋別市西南方，境內除了東部地區外三面皆環山。町內90%的土地為林地，擁有豐富的自然資源，盛行野菜、蕈菇、溪釣等接近自然環境的活動。境內最有名的是瀧上公園內佔地10萬平方公尺的針葉天藍繡球。瀧上町的主要產業是林業，過去曾經生產薄荷，但目前種植薄荷的區域已不足10公頃。而由於日本沒有其他種植薄荷的地區，因此其產量仍佔全國總產量的95%。
目前當地以「童話村」的名稱推展觀光事業。這邊的「童話」並非像其他地方的主題公園，以特定的童話故事為主題，而是以接近大自然為主題。由於位於渚滑川的瀑布上游，日文中瀑布稱為「瀧」，因此命名為「瀧上」。

## 歷史
- 1907年：「瀧上」之地名首次出現在北海道地圖。[5]
- 1918年4月1日：瀧上村從渚滑村（現已併為紋別市）分割獨立設置為北海道二級村。[6]
- 1947年10月1日：改制為瀧上町。

## 交通

### 機場
- 紋別機場 （位於紋別市）
- 旭川機場 （位於東神樂町）

### 鐵路
- 過去曾經有渚滑線通過轄區，現已廢線。

### 道路
| 一般國道 - 國道273號 主要地方道 - 北海道道61號士別瀧之上線 - 北海道道137號遠輕雄武線（部份路段未通車） | 道道 - 北海道道617號原野濁川停車場線 - 北海道道828號瀧之上原野線 - 北海道道932號上渚滑原野上渚滑線 - 北海道道996號上渚滑原野瀧之上線 |

## 觀光景點
- 浮島濕原
- 香味村落 藥草花園
- 錦仙峽
- 瀧上公園

### 祭典
- 櫻草節：每年5~6月

## 教育

### 高等學校
- 道立北海道瀧上高等學校

### 中學校
- 瀧上町立瀧上中學校

### 小學校
| - 瀧上町立白鳥小學校 - 瀧上町立瀧上小學校 | - 瀧上町立瀧西小學校 - 瀧上町立濁川小學校 |

## 姊妹市・友好都市

### 日本
- 越知町（高知縣高岡郡）

## 本地出身的名人
- 加藤多一：兒童文學家
- 小檜山博：作家

## 外部連結
- （繁體中文）北海道賞花之旅 - 瀧上町
- （简体中文）北海道賞花之旅 - 瀧上町
- （日語）渚滑川和鱒魚保護會
- （日語）森林之熊音樂隊 瀧上町民組成的樂團
- （日語）瀧下小學校休校記念網站
- （日語）瀧下町商工會
- （日語）身障療護設施瀧上康復中心
- （日語）瀧上町舉重協會